# Odessza Védelméért emlékérem
Az Odessza Védelméért emlékérem (oroszul: Медаль «За оборону Одессы», transzliteráció: Za oboronu Ogyesszi) második világháborús szovjet katonai kitüntetés, melyet 1942. december 22-én alapítottak. Tervezője Nyikolaj Moszkaljov volt.

## Az elismerésről
A kitüntetés annak állít emléket, hogy a túlerőben lévő németek és szövetségeseik elleni harcban Odessza ostrománál milyen áldozatos és hősies helytállást tanúsítottak a várost védő Vörös Hadsereg, a haditengerészet és az NKVD katonái, valamint a város lakói az 1941. augusztus 10. és 1941. október 16. között zajló harcok során.
A kitüntetést a mellkas bal oldali részén lehetett viselni. Sorrendjét tekintve megelőzte a Moszkva Védelméért emlékérem és az attól magasabb elismerések.

## Külalakja

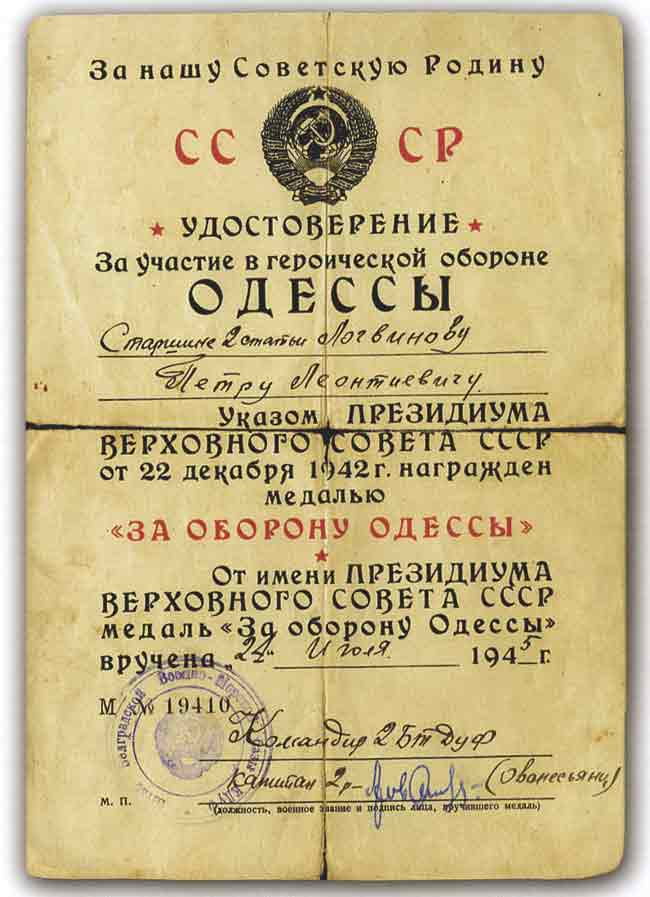
Az emlékérem adományozását igazoló tanúsítvány

A kitüntetés átmérője 32 milliméter és az anyaga sárgaréz. Az emlékérem előnézetén szuronyt szegezve egy egymás mellett álló matróz és vöröskatona látható. Mögöttük a háttérben a tengerpart körvonalai és egy világítótorony látszik. A fejük fölötti felirat «CCCP». Az előnézetén körben konvex peremet képeztek ki, melynek a felső körívében «ЗА ОБОРОНУ ОДЕССЫ» felirat olvasható fordítása Odessza védelméért. A perem jobb és bal oldalán is egy-egy ötágú csillag zárja le az írást. Az alsó részben két babérág, melyek középen összefonódnak és alsó részüket szalag borítja. A szalag közepére illesztettek egy ötágú csillagot.
A hátoldalon olvasható felirat «ЗА НАШУ СОВЕТСКУЮ РОДИНУ» fordítása a szovjet hazánkért. A felirat felett középen sarló és kalapács látható. Az érme minden felirata és képe domború. Az éremhez tartozó 24 milliméteres moaré szalagsáv olíva fehér, melynek középen fut egy 2 milliméteres kék sáv. 1985-ig összesen 30 000 fő részesült ebben a kitüntetésben és egyfajta veterán szovjet katonai kitüntetéssé is vált.
Hasonlóan a Szovjetunió által adományozott kitüntetések nagy részéhez már nem adományozható, viszont a gyűjtők körében nagy becsben tartott, népszerű darab. A többi szovjet emlékéremhez képest kevesebbet adományoztak belőle ezért értéke is magasabb.

## Fordítás
- Ez a szócikk részben vagy egészben  a(z)   Медаль «За оборону Одессы»  című orosz Wikipédia-szócikk ezen változatának fordításán alapul.  Az eredeti cikk szerkesztőit annak laptörténete sorolja fel. Ez a jelzés csupán a megfogalmazás eredetét és a szerzői jogokat jelzi, nem szolgál a cikkben szereplő információk forrásmegjelöléseként.